# Hans Scheele
 Hans-Heinrich Scheele (18. prosince 1908 Hamburk – 23. července 1941 Mohylev) byl německý atlet, mistr Evropy v běhu na 400 metrů překážek z roku 1934.
Specializoval se na běh na 400 metrů překážek. V této disciplíně se stal mistrem Evropy při premiéře evropského šampionátu v roce 1934 v Turíně. Zde byl také členem vítězné německé štafety na 4 × 400 metrů. V této sezóně dvakrát vylepšil německý rekord na 400 metrů překážek – až na 53,2. Zemřel jako voják wehrmachtu v červenci 1941 krátce po zahájení německého útoku na Sovětský svaz.